# Zespół poupadkowy

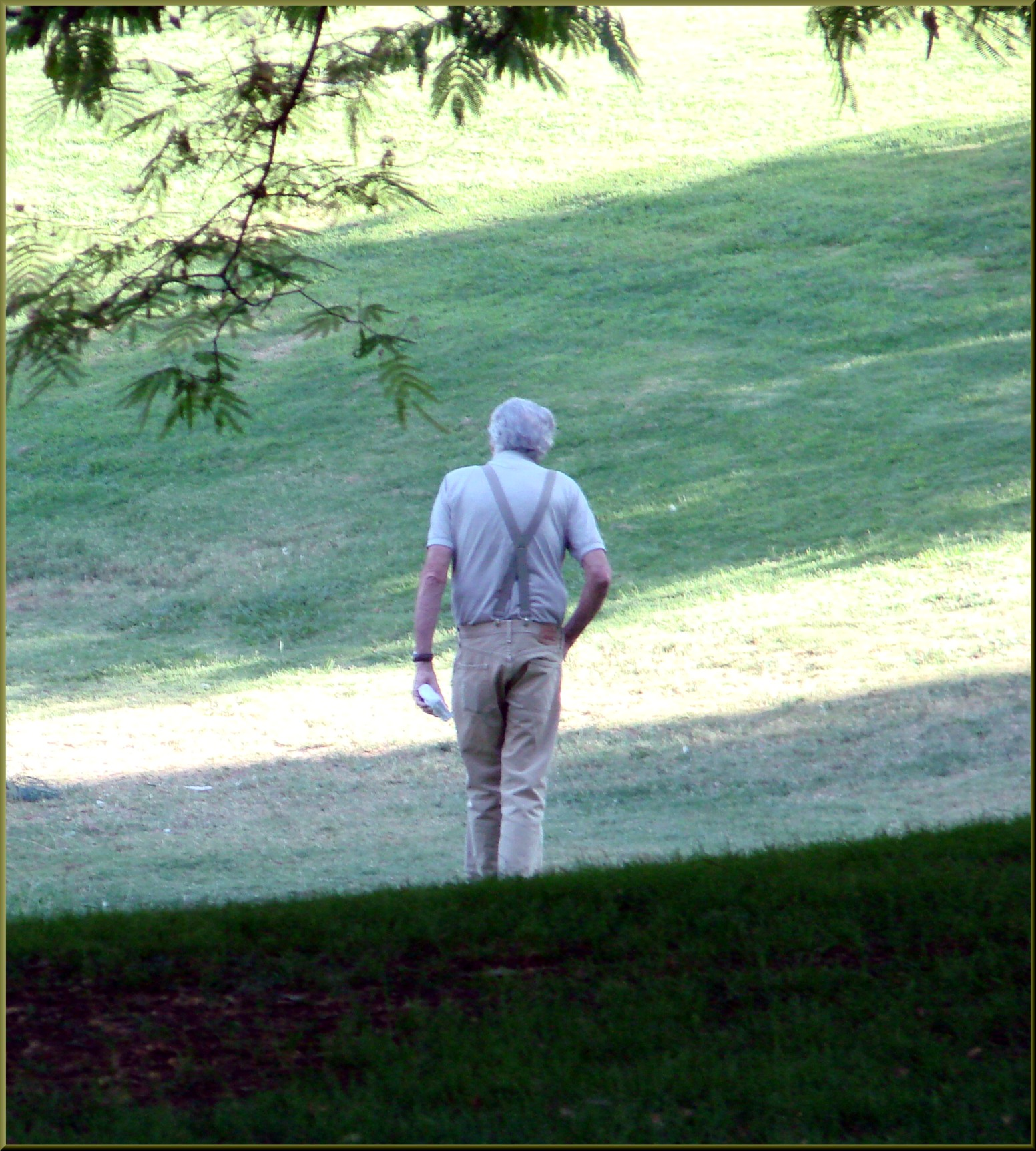
Spacer i pewność siebie – aktywność fizyczna jako narzędzie przeciwdziałania występowaniu zespołu poupadkowego

Zespół poupadkowy (ang. post fall syndrome) – zespół zmian zachowania u człowieka (zwłaszcza starszego), które wynikają z (najczęściej niewspółmiernego do sytuacji), lęku przed upadkiem.
Zespół występuje u około 20-25% osób starszych, które same się przewróciły lub (częściej) widziały upadek innych osób (w szczególności znanych sobie), zwłaszcza zakończony jakimś urazem, najczęściej złamaniem. Lęk wzmaga się w tych sytuacjach, kiedy osoby znane w wyniku upadku były hospitalizowane lub trwałe uszkodzenia doprowadziły w konsekwencji do ich umieszczenia w placówce opiekuńczej. Efektem wystąpienia zespołu poupadkowego jest ograniczenie aktywności seniora, pogorszenie jakości chodu, a nawet zaniechanie wychodzenia z domu w przekonaniu, że upadek tamże nie będzie się wiązał z poważnymi konsekwencjami. Ciężkim objawem zespołu jest trwałe położenie się do łóżka i obawa, że wstanie będzie się nieuchronnie wiązało z upadkiem.
Zarówno sam senior, jak i rodzina często pozostaje w błędnym mniemaniu, że ograniczenie aktywności jest właściwym remedium przeciwko upadkom, podczas gdy w rzeczywistości prowadzi do nasilania się zaniku mięśni i ich osłabienia, a także usztywnienia stawów, co upośledza sprawność fizyczną, samodzielność osoby starszej i paradoksalnie naraża ją na większe ryzyko upadku. Długotrwały lęk przed upadkiem może być przyczyną depresji, a także prowadzić do instytucjonalizacji seniora (umieszczenia w domu pomocy społecznej lub domu seniora), jak również może zmarnotrawić jakiekolwiek korzyści wynikające z prowadzonej rehabilitacji (np. po złamaniu szyjki kości udowej).
W przebiegu zespołu poupadkowego powstaje mechanizm błędnego koła: upadek – zespół poupadkowy – ograniczenie aktywności fizycznej – spadek masy ciała i siły mięśni – upadek.